# 망코 잉카 유팡키

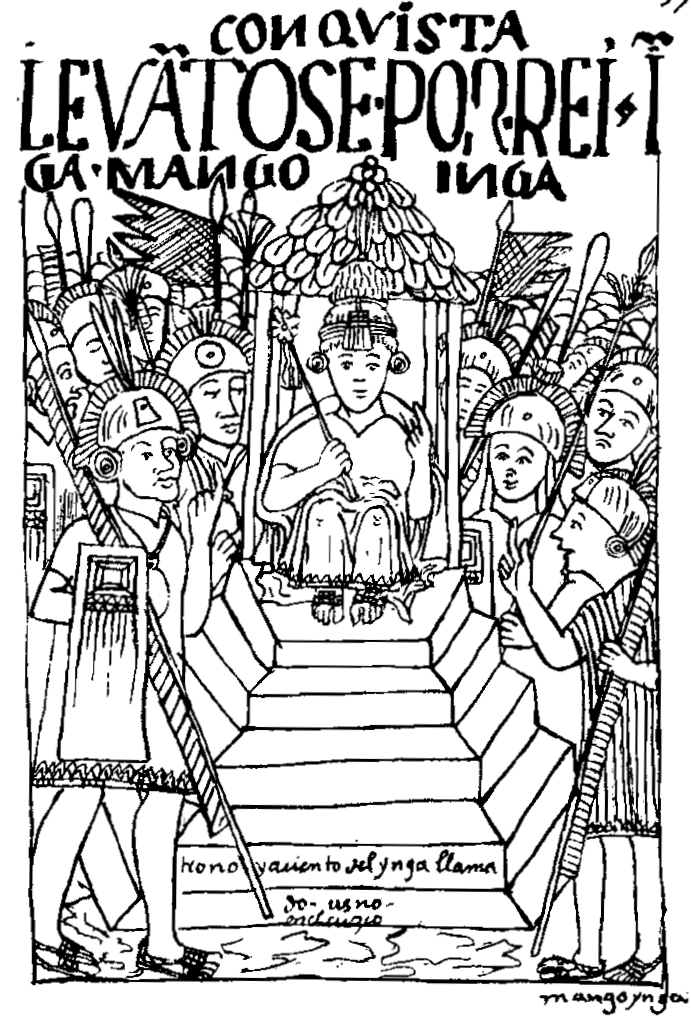
망코 잉카 유팡키

망코 잉카 유팡키(스페인어: Manco Inca Yupanqui)는 빌카밤바에 신잉카국을 세운 잉카 제국의 사파 잉카이다. 원래 스페인인들에 의해 강제로 추대된 꼭두각시 황제였으나, 탈출하여 스페인 군대를 상대로 전쟁을 벌이게 된다. 전대 황제인 우아이나 카팍의 아들이자, 우아스카르와 아타우알파의 형제이다.

## 일생

### 탄생과 즉위
망코 잉카는 50명이 넘는 우아이나 카팍의 아들들 중 한 명이었다. 본래 쿠스코에서 살았으나, 잉카 내전 때에 아타우알파가 이끄는 군대가 쿠스코를 장악하고, 군인들이 나중에 아타우알파의 지위를 위협할지도 모르는 인사들을 모두 죽여버리기 시작하자 곧바로 산 위로 도망쳤다.
1533년 11월에, 그는 프란치스코 피사로를 만나게 되는데, 이때 피사로는 이미 아타우알파를 만나는 과정에서 그의 신하들을 대거 죽여버린 상태였고, 망코 잉카는 이 사실 하나만으로 그를 마치 신이 보내준 구원자로 여겼다.
당시의 꼭두각시 황제는 투팍 우알파였다. 하지만 그가 얼마 못가고 1533년에 죽자, 피사로는 망코 잉카를 대신 황제의 자리에 올려놓을 준비를 하였고, 망코 잉카를 쿠스코로 데려가 새로운 허수아비 지도자로 옹립하였다. 이후 피사로가 아타우알파를 따르는 잔존 세력들을 마저 정벌하기 위해 쿠스코를 떠났을 때, 그는 쿠스코에 망코 잉카를 그의 이복동생이었던 곤잘로 피사로 등 총 90명의 스페인 군대와 함께 남겨놓고 간다.
하지만 곤잘로 피사로는 망코 잉카를 심하게 하대하고 큰 모욕을 주는 등 온갖 만행을 일삼았으며, 결국 망코 잉카는 그 수모를 견디다 못해 1535년에 도망치려 하나 실패한다. 이후 그는 감옥에 갇히게 되지만, 나중에 그의 아버지인 우아이나 카팍의 보물창고를 찾으라는 이유로 잠시 풀려난다. 이 때 망코 잉카는 보물창고로 스페인 군인들을 인도하는 척하면서 도망칠 계획을 수립했고, 결국 탈출에 성공하게 된다. 이후 탈출에 성공한 망코 잉카는 무려 200,000명에 달하는 잉카 제국 전사들을 불러 모으고 1536년에 쿠스코 탈환을 시도한다.
10달 후, 치열한 접전 끝에 1537년에 망코 잉카는 쿠스코 근처의 요새 올란타이탐보로 후퇴하게 된다. 그 곳에서 망코 잉카는 스페인 군대의 공격을 성공적으로 막아내게 된다. 망코 잉카는 한편 휘하의 장군 키소 유판키를 시켜 쿠스코 외에도 리마를 포위, 공성하게 하였고 또한 피사로가 보낸 몇몇 원정대들을 급습하여 성공적으로 물리치게 된다. 이로 인해 무려 500명에 달하는 스페인 군인들이 죽었고, 개중 몇몇은 포로로 잡혀 망코 잉카가 있는 올란타이탐보로 보내진다.
나중에 그는 올란타이탐보 요새를 버리고, 빌카밤바로 숨어들게 된다. 그 곳에서 그는 신잉카국을 세웠고, 이 왕국은 마지막 황제 투팍 아마루가 1572년에 죽을 때까지 지속된다. 그 곳에서 망코 잉카는 스페인인들에게 협력한 부족들, 스페인 소규모 원정대들을 끊임없이 공격하며 어느 정도 성과를 올리나, 그만큼 패배의 대가도 쓰라렸다.
그가 스페인 군대에 반란을 일으키고 도망친 이후, 스페인인들은 그 대신 새로운 황제로 파울루 잉카를 옹립하여 안정을 꾀한다. 또한 스페인 군대는 1539년에 망코 잉카의 아내인 쿠라 오쿨로를 생포하여 강간한 후 잔인하게 살해했다.

### 죽음
빌카밤바의 험준한 산악 지대에서의 수많은 게릴라식 전투 이후, 망코 잉카는 피사로의 지휘에 반발하여 정복자 무리에서 갈라져 나온 디에고 데 알마그로를 따르던 스페인 변절자들을 일부 받아들이고 그들을 지휘 하에 두었으나, 이들이 나중에 그를 암살하게 된다. 이후 암살자들은 망코 잉카의 호위병에게 죽임을 당한다.

## 같이 보기
- 투팍 아마루